# Courtney Atkinson
Courtney Atkinson (* 15. August 1979 in Mackay) ist ein ehemaliger australischer Duathlet und Triathlet. Er ist Triathlon-Weltmeister der Junioren (1999) und zweifacher Olympiastarter (2008, 2012).

## Werdegang
Courtney Atkinson kam als 14-Jähriger zum Triathlon. In Kanada wurde er 1999 Triathlon-Weltmeister der Junioren.
Im August 2008 startete er in Peking für Australien bei den Olympischen Spielen, wo er als bester Australier den elften Rang belegte. 2009 wurde er Zweiter bei der Team-Weltmeisterschaft auf der Sprintdistanz. Bei den Olympischen Sommerspielen 2012 in London belegte er bei seinem zweiten Olympiastart den 18. Rang.
Atkinson startete viele Jahre lang vorwiegend bei Bewerben auf der olympischen Distanz (Kurzdistanz: 1,5 km Schwimmen, 40 km Radfahren und 10 km Laufen) und seit 2012 ging er auch bei längeren Distanzen sowie im Cross-Triathlon an den Start. Im August 2013 holte er sich seinen ersten Sieg auf der halben Ironman-Distanz (Ironman 70.3: 1,9 km Schwimmen, 90 km Radfahren und 21,1 km Laufen) auf den Philippinen.
2015 gewann er im Cross Triathlon die Oceania Championships. Courtney Atkinson strebte einen Start bei den Olympischen Spielen 2016 in Rio an und erklärte dann seine aktive Zeit für beendet.
Atkinson ist verheiratet und lebt mit seiner Frau und den beiden Töchtern  in Gold Coast.

## Sportliche Erfolge
| Datum/Jahr    | Rang | Wettbewerb                                    | Austragungsort | Zeit        | Bemerkung                                                                                             |
| ------------- | ---- | --------------------------------------------- | -------------- | ----------- | --- |
| 9. Apr. 2016  | 29   | ITU World Championship Series 2016            | Gold Coast     | 01:49:39    | |
| 4. Okt. 2014  | 1    | Ironman 70.3 Gurye                            | Gurye          |             | |
| 4. Aug. 2013  | 1    | Ironman 70.3 Philippines                      | Camarines Sur  |             | |
| 9. Juni 2013  | 1    | Ironman 70.3 Cairns                           | Cairns         |             | |
| 4. Nov. 2012  | 4    | Noosa Triathlon                               | Noosa          | 01:47:39    | |
| 7. Aug. 2012  | 18   | Olympische Sommerspiele 2012                  | London         | 01:49:19    | |
| 10. Juni 2012 | 2    | Escape from Alcatraz Triathlon                | San Francisco  | 02:03:53    | |
| 26. März 2011 | 6    | ITU Triathlon World Cup                       | Mooloolaba     | 01:52:26    | [ 4 ]                                                                                                 |
| 31. Okt. 2010 | 1    | Noosa Triathlon                               | Noosa          | 01:46:54    | [ 5 ]                                                                                                 |
| 11. Sep. 2010 | 28   | ITU Triathlon World Championship Series 2010  | Budapest       | 01:44:55    | im 7. und letzten Rennen der Serie                                                                    |
| 14. Aug. 2010 | 18   | ITU Triathlon World Championship Series 2010  | Kitzbühel      | 01:54:28    | beim 6. Rennen der Serie                                                                              |
| 8. Aug. 2010  | 1    | London Triathlon                              | London         | 01:49:03    | |
| 17. Juli 2010 | DNF  | ITU Triathlon World Championship Series 2010  | Hamburg        | -           | im vierten Rennen                                                                                     |
| 6. Juni 2010  | 2    | ITU Triathlon World Championship Series 2010  | Madrid         | 01:52:51    | Zweiter beim 3. Rennen der Saison                                                                     |
| 8. Mai 2010   | 2    | ITU Triathlon World Championship Series 2010  | Seoul          | 01:51:50    | nur eine Sekunde hinter dem Sieger Jan Frodeno                                                        |
| 2009          | 1    | Noosa Triathlon                               | Noosa          | 01:47:03    | |
| 11. Sep. 2009 | 5    | ITU Triathlon World Championship Series 2009  | Gold Coast     | 01:45:27    | beim „Grand Final“                                                                                    |
| 16. Aug. 2009 | 7    | ITU Triathlon World Championship Series 2009  | London         | 01:42:24    | |
| 28. Juni 2009 | 2    | ITU Triathlon Team Sprint World Championships | Des Moines     |             | Zweiter bei der Team-Weltmeisterschaft – zusammen mit Emma Moffatt, Emma Snowsill und Brad Kahlefeldt |
| 2009          | 2    | London Triathlon                              | London         |             | |
| 31. Mai 2009  | 2    | ITU Triathlon World Championship Series 2009  | Madrid         | 01:52:14    | 1,5 km Schwimmen, 40 km Radfahren und 10 km Laufen                                                    |
| 2008          | 1    | Noosa Triathlon                               | Noosa          | 01:46:46    | |
| 16. Aug. 2008 | 11   | Olympische Sommerspiele 2008                  | Peking         | 01:50:10.02 | |
| 2001          | 1    | Laguna Phuket Triathlon                       | Phuket         |             | [ 8 ]                                                                                                 |
| 12. Sep. 1999 | 1    | ITU Junior Triathlon World Championships      | Montreal       |             | Triathlon-Weltmeisterschaft der Junioren                                                              |

| Datum/Jahr    | Rang | Wettbewerb      | Austragungsort | Zeit     | Bemerkung                                                                         |
| ------------- | ---- | --------------- | -------------- | -------- | --------------------------------------------------------------------------------- |
| 21. Apr. 2013 | 1    | Samui Triathlon | Ko Samui       | 06:00:18 | Sieger auf der Langdistanz (4 km Schwimmen, 122,65 km Radfahren und 30 km Laufen) |

| Datum/Jahr    | Rang | Wettbewerb                                | Austragungsort   | Zeit     | Bemerkung                         |
| ------------- | ---- | ----------------------------------------- | ---------------- | -------- | --------------------------------- |
| 19. Nov. 2016 | DSQ  | ITU Cross Triathlon World Championships   | Snowy Mountains  | –        |                                   |
| 23. Okt. 2016 | 8    | Xterra World Championships                | Maui             | 03:02:23 |                                   |
| 1. Nov. 2015  | 5    | Xterra World Championships                | Maui             | 02:42:27 | Weltmeisterschaft Cross-Triathlon |
| 28. Feb. 2015 | 1    | OTU Cross Triathlon Oceania Championships | Lake Crackenback | 02:12:08 |                                   |

(DNF – Did Not Finish; DSQ – Disqualifiziert)